# Hedtjärnen, Hälsingland
Hedtjärnen är en sjö i Ljusdals kommun i Hälsingland och ingår i Ljusnans huvudavrinningsområde. Sjön har en area på 0,0432 kvadratkilometer och ligger 144,2 meter över havet.

## Delavrinningsområde
Hedtjärnen ingår i det delavrinningsområde (685131-151988) som SMHI kallar för Ovan VDRID = Äihämäjoki i Ljusnans vattendragsyta. Medelhöjden är 143 meter över havet och ytan är 8,41 kvadratkilometer. Räknas de 1310 avrinningsområdena uppströms in blir den ackumulerade arean 13 740,21 kvadratkilometer. Avrinningsområdets utflöde Ljusnan mynnar i havet. Avrinningsområdet består mestadels av skog (55 procent) och jordbruk (24 procent). Avrinningsområdet har 0,61 kvadratkilometer vattenytor vilket ger det en sjöprocent på 7,2 procent.